# Mouvement de libération nationale (1940-41)
Pour les articles homonymes, voir Mouvement de libération nationale (homonymie).
Le Mouvement de libération nationale (MLN) est un mouvement de résistance français, créé par Henri Frenay et Berty Albrecht en 1940 et qui prendra ensuite le nom de Combat, lors de la fusion avec Liberté, mouvement créé par François de Menthon.
À ne pas confondre avec le Mouvement de libération nationale, créé en 1943 dans le processus d'unification de la Résistance intérieure française.

## Histoire
Le MLN est né en zone libre. Les premiers militants sont principalement des militaires et des hommes de droite. Au départ, le mouvement est lié aux services spéciaux de Vichy. À mesure de son développement, il intègre des militants venus de tous les horizons politiques. En zone occupée, grâce aux contacts de Berty Albrecht, il est développé par Robert Guédon et en zone interdite par Pierre de Froment.
À l'été 1941, des contacts sont pris par Frenay avec Libération zone sud, représenté par Emmanuel d'Astier, et Liberté, de François de Menthon. La fusion de MLN et de Liberté est décidée fin septembre 1941. C'est à ce moment que le MLN prend nettement ses distances avec le régime de Vichy. La fusion est réalisée en novembre 1941 et le mouvement est baptisé Libération française ; il sera toutefois très vite désigné du nom du journal clandestin qu’il publie, Combat,.
De février à juillet 1942, le mouvement de zone occupée, Combat Zone nord, est détruit par le contre-espionnage ennemi. Début 1943, c'est le tour du réseau de Froment.

## Presse
Le Mouvement de libération nationale édite un certain nombre de publications : Bulletin, Bulletin d'information (BI), Bulletin de propagande, Etude (trois numéros parus), Vérités et Les Petites Ailes de France. Les Petites Ailes de France sont créées en juillet 1941, à la suite d'un accord conclu, en mars-avril 1941, entre Henri Frenay, Pierre de Froment, Robert Guédon et  Jacques-Yves Mulliez, créateur du journal clandestin Les Petites ailes, afin de donner à celui-ci une diffusion nationale. Le journal est rebaptisé Résistance en  zone Nord et Vérités en zone Sud, puis enfin Combat en novembre 1941.